# Albert Gollhofer
Albert Gollhofer (* 24. März 1954 in Fellbach) ist ein deutscher Sportwissenschaftler und Hochschullehrer.

## Leben
Gollhofer studierte Sportwissenschaft, Physik und Leistungsphysiologie an der Albert-Ludwigs-Universität Freiburg. 1986 wurde in Freiburg seine Doktorarbeit zum Thema „Komponenten der Schnellkraftleistungen im Dehnungs-Verkürzungs-Zyklus“ angenommen, zwischen 1988 und 1994 leitete er ein von der Deutschen Forschungsgemeinschaft gefördertes Projekt. Von 1993 bis 2000 war Gollhofer an der Universität Stuttgart als Professor für Biomechanik tätig.
Im September 2000 trat er an der Albert-Ludwigs-Universität Freiburg eine Stelle als Professor im Arbeitsbereich Trainings- und Bewegungswissenschaften an, er wurde Direktor und Ordinarius am Institut für Sport und Sportwissenschaft. Von 2014 bis 2016 war Gollhofer Dekan der Wirtschafts- und Verhaltenswissenschaftliche Fakultät. Zwischen 2007 und 2009 hatte er das Amt des Vorsitzenden des European College of Sport Science inne. Von 2000 bis 2002 war Gollhofer Präsident der Deutschen Gesellschaft für Biomechanik. 2013 und 2019 wurde Gollhofer jeweils zusammen mit Kollegen mit dem IDA-Preis der Albert-Ludwigs-Universität Freiburg ausgezeichnet. Ende März 2022 ging Gollhofer in den Ruhestand.
Zu Gollhofers Forschungsschwerpunkten gehören Anpassungsmechanismen an Training im Breiten- und Spitzensport, Verfahren zur Bestimmung der funktionellen Leistungsfähigkeit im Sport, Technik- und Konditionsdiagnostik, neuromuskuläre Leistungsprofile, der Zusammenhang zwischen konditioneller Leistungsfähigkeit und dem Lebensalter, funktionelle Gelenkstabilität, Verletzungsvorbeugung und orthopädische Biomechanik. Gollhofer war Mitverfasser des Buchs „Einführung in die Sport- und Leistungsmedizin“ und gab gemeinsam mit Erich Müller das „Handbuch Sportbiomechanik“ heraus.